# نافاروني فوور
نافاروني فوور (بالهولندية: Navarone Foor)‏ (4 فبراير 1992 في هولندا - ) هو لاعب كرة قدم هولندي في مركز الوسط . شارك مع منتخب هولندا تحت 19 سنة لكرة القدم ومنتخب هولندا تحت 21 سنة لكرة القدم. أما مع النوادي، فقد لعب مع إن إي سي نيميخن وفيتيسه آرنهم ونادي اتحاد كلباء .

## وصلات خارجية
- نافاروني فوور على موقع قاعدة بيانات كرة القدم.إي يو (الإنجليزية)
- نافاروني فوور على موقع Soccerway.com (الإنجليزية)
- نافاروني فوور على موقع عالم كرة القدم.نت (الإنجليزية)